# Susanna Woodtli
Susanna Woodtli (Bazel, 28 maart 1920 - Zollikon, 3 februari 2019) was een Zwitserse historica en feministe.  

## Biografie
Susanna Woodtli was een dochter van Wilhelm Löffler, een arts die in 1955 de Duitse schrijver Thomas Mann behandelde op het einde van zijn leven, en van Anna Ida Herzog, een suffragette. Na haar schooltijd in Zürich studeerde ze vanaf 1938 Duitse taal en literatuur en geschiedenis aan de Universiteit van Zürich, waar ze in 1944 doctoreerde. In datzelfde jaar huwde ze met Otto Woodtli, een professor aan dezelfde universiteit. Van 1946 tot 1948 was ze redactrice bij het naslagwerk Schweizer Lexikon. Van 1958 tot 1985 werkte ze ook mee aan het tijdschrift Reformatio. Bij de Zwitserse parlementsverkiezingen van 1975 was ze kandidate voor de Nationale Raad op een feministische lijst in het kanton Zürich. In 1975 kwam ook haar werk Gleichberechtigung: der Kampf um die politischen Rechte der Frau in der Schweiz uit, waarin voor het eerst een globaal overzicht werd geschetst van de geschiedenis van de politieke rechten voor vrouwen en de vrouwenbeweging in Zwitserland.

## Werken
- (de)  Gleichberechtigung: der Kampf um die politischen Rechte der Frau in der Schweiz, 1975.